# Première circonscription de Habro
La première circonscription de Habro est une des 177 circonscriptions législatives de l'État fédéré Oromia, elle se situe dans la Zone Ouest Hararghe. Sa représentante actuelle est Kimiya Jendu Hamda.